# Coenonympha wimbladi
Coenonympha wimbladi är en fjärilsart som beskrevs av Nordström 1935. Coenonympha wimbladi ingår i släktet Coenonympha och familjen praktfjärilar. Inga underarter finns listade i Catalogue of Life.